# Ekološka valencija
Ekološka valencija (lat. valentia - snaga, moć) označava raspon kolebanja nekog ekološkog čimbenika unutar kojeg je moguć opstanak određene vrste u pojedinomu ekosustavu, odnosno staništu. Drugim riječima, to je razlika graničnih vrijednosti promatranoga čimbenika unutar koje pojedina vrsta može preživjeti. Taj je raspon vrijednosti određen ekološkim minimumom i maksimumom, između kojih je, ne nužno u aritmetičkoj sredini valencije, smješten i ekološki optimum, najpovoljnjija vrijednost određenoga čimbenika.
Prema prilagođenosti na kolebanja ekoloških čimbenika, vrste se dijele na:
- eurivalentne, vrste široke ekološke valencije koje podnose velika kolebanja pojedinih čimbenika, zbog široke se rasprostranjenosti (velikog areala) nazivaju i kozmopolitima (generalistima); prema položaju ekološkog optimuma dalje se dijele na:
  - oligoeurivalentne, s optimumom blizu minimuma,
  - mezovalentne, s optimumom na približnoj aritmetičkoj sredini maksimuma i minimuma te na
  - polieurivalentne, s optimuom bliže maksimumu i
- stenovalentne, vrste uske ekološke valencije koje opstaju samo uz manja kolebanja vrijednosti ekoloških čimbenika; vrste s uskom valencijom za više čimbenika nazivaju se specijalistima (pr. čovječja ribica).

| Ekološki čimbenik | Generalisti | Specijalisti |
| ----------------- | ----------- | ------------ |
| temperatura       | euritermni  | stenotermni  |
| vlažnost          | eurihigri   | stenohigri   |
| svjetlost         | eurifoti    | stenofoti    |
| slanost           | eurihalini  | stenohalini  |
| tlak              | euribati    | stenobati    |
| hrana             | eurifagi    | stenofagi    |

Za opstanak organizama odsudna su kolebanja ograničavajućih čimbenika, onih značajno udaljenih od ekološkog optimuma ili čak izvan ekološke valencije. Temeljem toga Justus Liebig postavio je tzv. Liebigovo pravilo minimuma, prema kojemu je rast biljke određen onim kemijskim elementom ili spojem kojim biljka najmanje raspolaže tj. koji je u ekološkom minimumu (najčešće fosforom). Jednako tako, razvoj i opstanak svake vrste određuju najudaljeniji čimbenici od ekološkog optimuma, čak i oni izvan valencije te homeostaza, koja ne ovisi o kolebanjima u okolišu.